# Meister des Tucheraltars

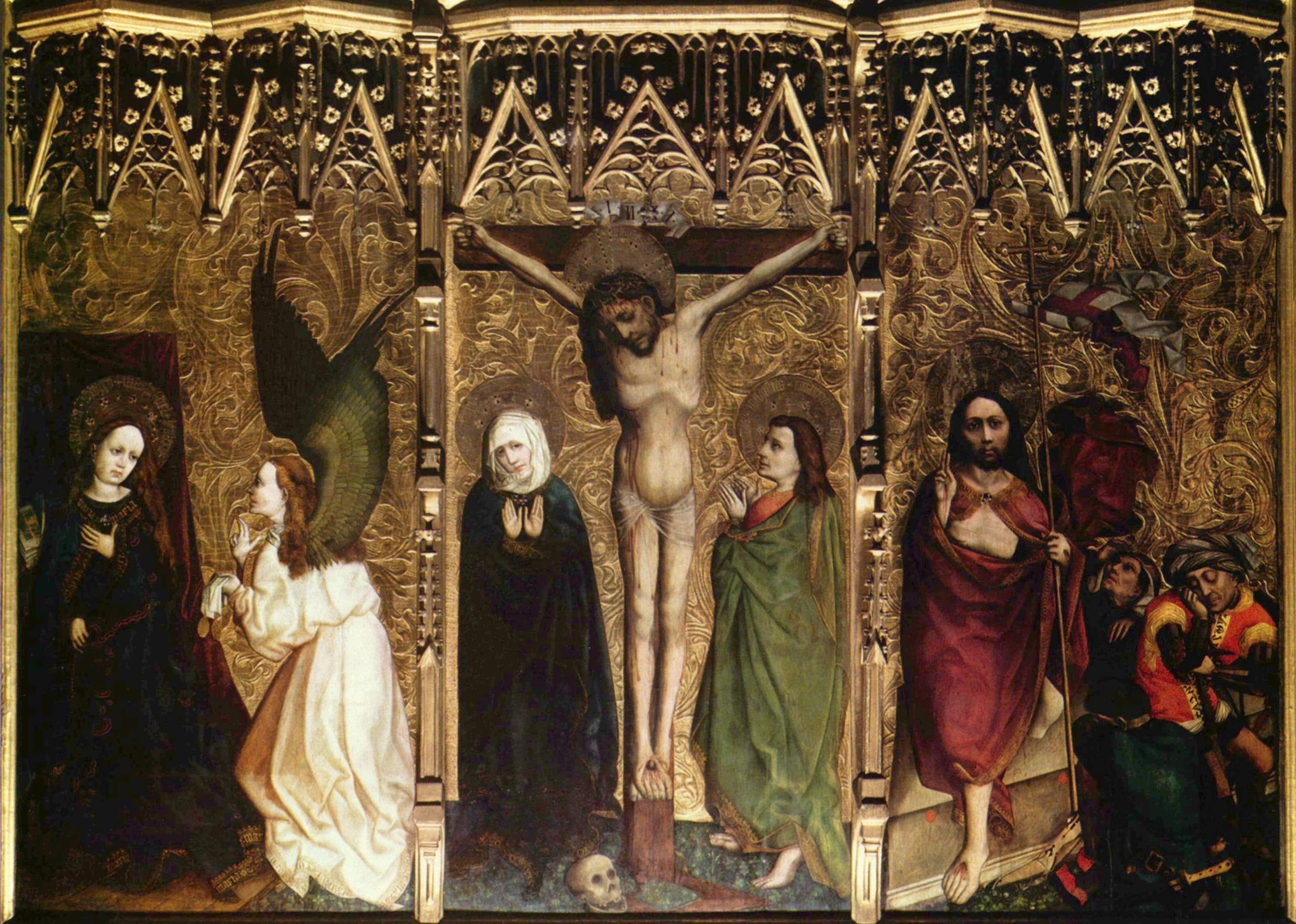
Meister des Tucher-Altars: Die Verkündigung an Maria sowie Kreuzigung und Auferstehung Christi, 1440/1450 (Mitteltafel des Tucher-Altars)

Als Meister des Tucheraltars (oder Tucher-Altars) wird ein namentlich nicht sicher bekannter spätgotischer Maler aus Nürnberg bezeichnet.

## Geschichte
Der Künstler erhielt seinen Notnamen nach dem von ihm um 1440 oder 1450 für die Nürnberger Augustiner-Eremiten-Kirche geschaffenen Altar. Dieser Wandaltar ist nach der Nürnberger Patrizierfamilie Tucher benannt, weil sie ihn im 17. Jahrhundert für eine Aufstellung in der Kartäuserkirche herrichten und bei dieser Gelegenheit ihr heute wieder verschwundenes Wappen anbringen ließ. Der heute in der Nürnberger Frauenkirche aufgestellte Altar gilt als eines der bedeutendsten Zeugnisse der Tafelmalerei in der Reichsstadt Nürnberg vor Albrecht Dürer.

## Stil

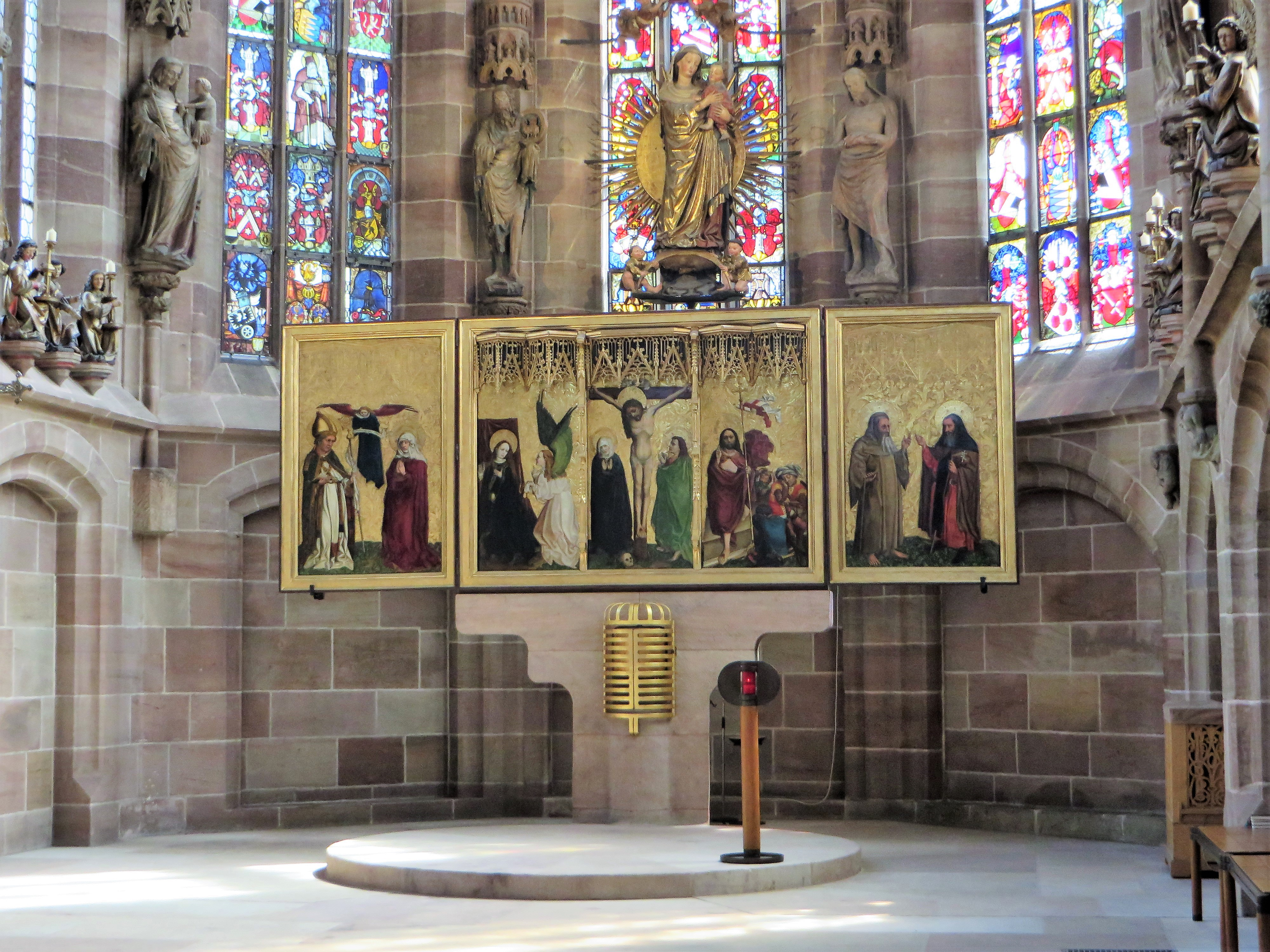
Tucher-Altar in der Frauenkirche (Nürnberg)

Der Stil des Meister des Tucher-Altars zeigt bereits einen Einfluss zeitgenössischer niederländischer Malerei und die Entstehung einer neuen Malrichtung in Nürnberg; sie wird den bisher genutzten Stil der Gotik wie er z. B. aus Böhmen nach Nürnberg kam ablösen.

## Geschichte des Altars
Ursprünglich für die 1486 geweihten Augustinerkirche in der Sebalder Altstadt  gestiftet, wurde der Tucheraltar nach Auflösung des Klosters in die Frauenkirche verbracht.
Der Tucheraltar ist wie der Augustiner-Altar einer der vier erhaltenen gebliebenen Altäre der Augustinerkirche.

## Zugeschriebene Werke
- Tucheraltar aus der Nürnberger Augustinerkirche, um 1440/50 (heute Nürnberger Frauenkirche)
- Beschneidung Christi, um 1450 (Öl auf Nadelholz; Aachen, Suermondt-Ludwig-Museum, Inv. Nr. GK 312)